# Чемпионат Европы по самбо 1991
Из-за раскола в международном самбо в 1991 году прошло два альтернативных чемпионата Европы — 9-11 мая в Нетании (Израиль) и в июне в Турине (Италия).

## Медалисты

### Турин
| Весовая категория | Золото                      | Серебро                        | Бронза                                                |
| ----------------- | --------------------------- | ------------------------------ | ----------------------------------------------------- |
| до 48 кг          | Грачик Геворкян · РСФСР     | Хамид Хамуди · Франция         |                                                       |
| до 52 кг          | Анжело Арланди · Италия     | Годердзи Мекокишвили · Грузия  | Кристиан Деневиль · Франция                           |
| до 57 кг          | Мевлуд Меладзе · Грузия     | Димитар Димитров · Болгария    | Александр Баталов · Литва В. Порынов · РСФСР          |
| до 62 кг          | Муртаз Туркия · Грузия      | Николай Крастев · Болгария     | Кахрамон Нуралиев · РСФСР Р. Шмидт · Франция          |
| до 68 кг          | Гия Нацвлишвили · Грузия    | Доминик Жуан · Франция         | Ашот Маркарьян · РСФСР Ф. Тумаззо · Италия            |
| до 74 кг          | Феликсас Янакаускас · Литва | Серже Ансент · Франция         | Николоз Гагниашвили · Грузия Гусейн Хайбулаев · РСФСР |
| до 82 кг          | Дидье Дуру · Франция        | Витаутас Гашаускас · Литва     | Гурам Картчаидзе · Грузия С. Меретуков · РСФСР        |
| до 90 кг          | Марионас Сабочус · Литва    | Кристиан Брюза · Франция       | Гела Беруашвили · Грузия                              |
| до 100 кг         | Ричардас Роцявичюс · Литва  | Кристоф Кадет · Франция        | А. Яковлев · РСФСР · Коба Купатадзе · Грузия          |
| свыше 100 кг      | Малхаз Беруашвили · Грузия  | Альгимантас Грибаускас · Литва | Ф. Меучи · Франция Андрей Копылов · РСФСР             |

### Нетания
| Весовая категория | Золото                    | Серебро                        | Бронза                         |
| ----------------- | ------------------------- | ------------------------------ | ------------------------------ |
| до 48 кг          | Николай Цыпандин · СССР   | Гай Лютингер · Израиль         |                                |
| до 52 кг          | Джейхун Мамедов · СССР    | Горка Сагастуме · Испания      | Шай Гайзингер · Израиль        |
| до 57 кг          | Педро Гарсия · Испания    | Рахим Машарипов · СССР         | Цахи Нахум · Израиль           |
| до 62 кг          | Виталий Кольнер · Израиль | Иван Нетов · Болгария          | Натик Багиров · СССР           |
| до 68 кг          | Феруз Агзамов · СССР      | Иван Керемидчиев · Болгария    | Хуан Аспирос · Испания         |
| до 74 кг          | Николай Игрушкин · СССР   | Эрез Джерасси · Израиль        | Хорхе Боканегра · Испания      |
| до 82 кг          | Сергей Лоповок · СССР     | Васил Соколов · Болгария       | Яков Бар-Дабуль · Израиль      |
| до 90 кг          | Михаил Зюзин · СССР       | Станислав Лишневский · Израиль | Никола Филиппов · Болгария     |
| до 100 кг         | Михаил Плис · СССР        | Пулла Мик · Великобритания     | Леонид Крепак · Израиль        |
| свыше 100 кг      | Владислав Ратов · СССР    | Павел Биндлер · Израиль        | Мартин Кларк · Великобритания, |